# Ian Rotten
John Benson Williams, noto con lo pseudonimo Ian Rotten (Baltimora, 1º giugno 1970), è un wrestler statunitense.
In passato oltre ad avere creato la PWI (1996) è riuscito a conquistare fra le cinture più ambite il NWA United States Tag Team Championship, il IWA Mid-South Heavyweight Championship ed il GWF Tag Team Championship.

## Personaggio
Mosse finali
- Career Killer (Diving elbow drop)
- Rotten Rush (Double underhook DDT)

## Titoli e riconoscimenti
- Anarchy Championship Wrestling
  - ACW Tag Team Championship (1) - con Drake Younger[2]
- Global Wrestling Federation
  - GWF Tag Team Championship (1) - con Axl Rotten
- Independent Wrestling Association Deep South
  - IWA Deep South Tag Team Championship (1) - con Mickie Knuckles
- Independent Wrestling Association Mid-South
  - IWA Mid-South Heavyweight Championship (8)
  - IWA Mid-South Tag Team Championship (5) - con Axl Rotten (2), Cash Flo (1), Tarek the Great (1) & Mad Man Pondo (1)
  - IWA Mid-South King of the Deathmatch (1997, 2001)[3][4]
- Independent Wrestling World
  - IWW Heavyweight Cup Championship (1)[5]
- Juggalo Championship Wrestling
  - JCW Tag Team Championship (1) - con Lane Bloody
- Mid American Wrestling
  - MAW Heavyweight Championship (8)
  - Hardcore Cup (1999, 2001, 2003)[6]
- NWA New Jersey
  - NWA United States Tag Team Championship (New Jersey version) (1) - con Blaze
- NWA Revolution
  - NWA Revolution Tag Team Championship (1) - con Danny McKay
- Pro Wrestling Unplugged
  - PWU Hardcore Championship (1)
- westside Xtreme wrestling
  - wXw World Heavyweight Championship (1)
  - wXw Hardcore Championship (1)